# Johann Heineken
Johann Heineken (* 26. Oktober 1761 in Bremen; † 17. Januar 1851 in Bremen) war ein deutscher Mediziner und Stadtphysicus von Bremen.

## Biografie
Heineken war der Sohn des Bremer Stadtphysicus und Medizinprofessors Philipp Isaac Heineken. Er besuchte das Bremer Gymnasium illustre und begann dort auch sein Studium der Medizin. Später wechselte er an die Universität Groningen, an der am 16. August 1783 mit der Dissertation De morbis nervorum eorumque frequentissima ex abdomine origine zum Dr. med. promoviert wurde. Er nahm daran anschließend eine Reise durch die Niederlande, England, Schottland und die Deutschen Länder auf.
Heineken wurde nach seiner Rückkehr nach Bremen am 6. Januar 1786 zum Professor der Anatomie und Experimentalphysik am Gymnasium illustre, einem akademischen Gymnasium, ernannt und trat diese Professur am 1. Juni des Jahres an. Er folgte zudem seinem Vater im Amt des Stadtphysicus und wurde Mitglied im Gesundheitsrat der Stadt. Nebenbei betätigte er sich zeitweise als Kurarzt, indem er mit dem bremischen Arzt Johann Peter Fulguerolles (1763–1804) in Lilienthal eine Kur- und Kaltbadeanstalt im Sommer 1800 eröffnete. Darüber hinaus hat er offensichtlich einen Hofratstitel erhalten. Er  beschäftigte sich, inspiriert durch Arnold Wienholt, mit dem Animalischen Magnetismus.
Heiniken war Mitglied der Gesellschaft der Wissenschaften zu Göttingen, der Kaiserlichen Naturforschenden Gesellschaft zu Moskau sowie einer Naturforschenden Gesellschaft zu Marburg. Außerdem gehörte er zu den Administratoren der Rhedenschen Stiftung der Stadt Bremen.
Sein Sohn Philipp Cornelius Heineken wurde ebenfalls Mediziner in Bremen, der Bürgermeister Christian Abraham Heineken war sein Bruder.

## Werke (Auswahl)
- Umriß der Geburtshülfe zum Gebrauch in dem Stadt Bremischen Gebiete Rabenhorst, Leipzig 1798. (Digitalisat)
- Zus. mit Gerhard Meier, Arnold Wienholt: Pharmacopoea in usum officinarum Reipublicae Bremensis conscripta. Cramer, Bremen 1792. (Digitalisat)
- Ideen und Beobachtungen den thierischen Magnetismus und dessen Anwendung betreffend. Wilmans Bremen 1800. (Digitalisat)
- Eilzens Heilquellen und deren Umgebungen in einigen Briefen dargestellt. Hahn, Hannover 1808.
- Über die wichtigsten Fortschritte der Phyysik und Chemie, in den letzten dreißig Jahren. Heyse,  Bremen 1808.